# 沙塄河乡
沙塄河乡，是中华人民共和国山西省朔州市朔城区下辖的一个乡镇级行政单位。

## 行政区划
沙塄河乡下辖以下地区：
王万庄村、石城庄村、扒齿沟村、郝家沟村、张家嘴村、野河村、河汇村、三甲村、南坪村、官地村、一半村、东关井村、西关井村、大涂皋村、小涂皋村、前圪塔村、后圪塔村、上沙塄河村、下沙塄河村、上石碣峪村和下石碣峪村。